# Wraysbury River
Der Wraysbury River ist ein Nebenarm des River Colne in Greater London, England. Er trennt sich vom River Colne westlich von West Drayton östlich des Autobahnkreuzes des M4 motorway und des M25 motorway. Er unterquert die M4 und wendet sich dann nach Westen, um entlang der M25 bis zur Anschlussstelle 13 zu verlaufen. Dort wendet der Wraysbury River wieder nach Osten, um sich in Staines wieder mit dem River Colne zu vereinigen.
Der Poyle Channel verbindet den Wraysbury River mit dem Colne Brook.